# Howard Loewen
Howard Loewen (* 1966) ist ein deutscher Politikwissenschaftler. Er ist seit Oktober 2013 Inhaber der Vertretungsprofessur für Politische Wissenschaft am Institut für Politische Wissenschaft der Friedrich-Alexander-Universität Erlangen-Nürnberg.
Loewen studierte Politikwissenschaft, Ethnologie und Wirtschaftspolitik an der Westfälischen Wilhelms-Universität, an der er 1998 seinen Magister Artium erlangte und 2002 zum Doktor der Philosophie mit einer Arbeit über die Theorie und Empirie transregionaler Kooperation promovierte. Der Schwerpunkt seiner Forschungs- und Lehrtätigkeit liegt auf dem regionalen Multilateralismus und der Wirtschafts- und Sicherheitspolitik im ostasiatischen Raum sowie in der politischen Systemforschung.

## Veröffentlichungen
- Theorie und Empirie transregionaler Kooperation am Beispiel des Asia Europe Meeting (ASEM). Hamburg 2003. ISBN 978-3-8300-0945-0.
- zusammen mit Michael Köhler-Bußmeier: Einfache Regeln – komplexe Dynamiken. Hamburg 2010.
- zusammen mit Hans Günther Hilpert: Indonesien als Partner deutscher Außenpolitik. Berlin 2012.
- Das politische System der Philippinen: eine Einführung. Wiesbaden 2018. ISBN 978-3-531-16478-6.
- zusammen mit Stefan Fröhlich: The Changing East Asian Security Landscape. Wiesbaden 2018. ISBN 978-3-658-18893-1.